# Josef Terboven
Josef Antonius Heinrich Terboven (Essen, 23 de mayo de 1898 - Asker, 8 de mayo de 1945) fue un militar y un jefe nazi, principal dirigente de la ocupación alemana de Noruega durante la Segunda Guerra Mundial, que se prolongó desde el 24 de abril de 1940 hasta el 8 de mayo de 1945.

## Biografía
Terboven nació en Essen. Sirvió en la artillería y la aviación alemana durante la Primera Guerra Mundial, siendo condecorado con una Cruz de Hierro. Luego fue dado de baja deshonrosa cuando era teniente. Estudió Derecho y Ciencias Políticas en las universidades de Múnich y Friburgo, envolviéndose en el mundo político.
Terboven dejó la universidad en 1923 y se afilió al NSDAP, participando en el fallido Putsch de Múnich. Cuando el NSDAP fue ilegalizado a consecuencia del intento de golpe de Estado, Terboven trabajó como aprendiz en un banco hasta que fue despedido en 1925.
Posteriormente Terboven ayudó a establecer el NSDAP en Essen, su ciudad natal, y en 1928 se convirtió en gauleiter o líder regional del partido, además de hacerse miembro de las SA, la fuerza paramilitar del NSDAP. El 29 de junio de 1934 Terboven se casó con Ilse Stahl, amante y secretaria de Joseph Goebbels. El ya canciller Adolf Hitler estuvo presente en el enlace. En 1935, Terboven fue nombrado presidente de la provincia donde vivía, ganándose la reputación de hombre duro y cruel.[cita requerida]
El 24 de abril de 1940, aun antes de que acabara la Campaña de Noruega, Terboven se convirtió en Reichskommissar (Comisario del Reich) para Noruega, posición consolidada cuando acabó la invasión del país escandinavo el 7 de junio del mismo año. Terboven se mudó al palacio de la Familia Real de Oslo en septiembre y lo convirtió en su centro de operaciones. En este edificio, las nuevas autoridades nazis declararon el fin de la monarquía el 25 de septiembre (esta recuperaría el trono el 9 de mayo de 1945, tras la liberación del país).
Aunque nominalmente el gobierno noruego estaba en manos del filonazi Vidkun Quisling, Terboven controlaba cada aspecto del gobierno, excepto a las tropas de la Wehrmacht destacadas en Noruega, que llegaron a mantener a 400.000 efectivos. Terboven sí tenía a su disposición a unos 6.000 hombres, de los cuales 800 pertenecían a la Gestapo. Su aspiración de convertir a Noruega en una fortaleza que sirviese de refugio final de los nazis cuando Alemania fuese ocupada nunca se concretó, así como su deseo de crear allí campos de concentración a escala masiva.
Terboven se ganó el odio del pueblo noruego por su táctica de brutales amenazas e intimidación hacia la población civil contraria a la ocupación. Al mismo tiempo, sus subordinados alemanes tampoco sentían grandes simpatías por él. Cuando acabó la guerra y se hizo evidente la capitulación total, Terboven se suicidó el 8 de mayo de 1945, detonando su cuerpo con 50 kilos de dinamita en su búnker de Skaugum. En su compañía se encontraba el cadáver del máximo comandante de las SS en Noruega, el general Wilhelm Rediess, que se había suicidado de un disparo minutos antes.